# Troféu Ramón de Carranza de 1988
O Troféu Ramón de Carranza de 1988 foi a trigésima quarta edição do torneio realizado anualmente na cidade de Cádis, Espanha. Nesta edição o Vasco da Gama ficou com o troféu.

## Participantes
- Atlético de Madrid
- Cádiz
- Peñarol
- Vasco da Gama

## Chaveamento
|  | Semifinais | Semifinais         | Semifinais |  |  | Final    | Final           | Final    |
|  |            |                    |            |  |  |          |                 |          |
|  |            | Cádiz              | 1          |  |  |          |                 |          |
|  |            | Vasco da Gama      | 2          |  |  |          |                 |          |
|  |            |                    |            |  |  |          | Vasco da Gama   | 2        |
|  |            |                    |            |  |  |          | Atlético Madrid | 1        |
|  |            | Atlético de Madrid | 1 (3)      |  |  |          |                 |          |
|  |            | Peñarol            | 1 (2)      |  |  | 3º lugar | 3º lugar        | 3º lugar |
|  |            |                    |            |  |  |          | Cádiz           | 3        |
|  |            |                    |            |  |  |          | Peñarol         | 0        |

## Partidas
Semifinais
| 27 de Agosto de 1988 | Cádiz               | 1 – 2 | Vasco da Gama             | Estádio Ramón de Carranza - Cádis |
|                      | Mágico González 02' | [ 1 ] | Bismark 34' · William 55' |                                   |

| 27 de Agosto de 1988 | Atlético de Madrid   | 1 – 1 | Peñarol                  | Estádio Ramón de Carranza - Cádis |
|                      | Antonio Orejuela 17' |       | Ricardo Viera 82' (pen.) |                                   |

|  |       | Penalidades |
|  | 3 – 2 |             |

Decisão do 3º lugar
| 28 de Agosto de 1988 | Cádiz                                  | 3 – 0 | Peñarol | Estádio Ramón de Carranza - Cádis |
|                      | Onésimo 51' · Mágico González 76', 85' |       |         |                                   |

## Final
| 28 de Agosto de 1988 | Vasco da Gama            | 2 – 1 | Atlético de Madrid  | Estádio Ramón de Carranza - Cádis |
|                      | Vivinho 03' · Sorato 44' | [ 1 ] | Baltazar 78' (pen.) |                                   |

## Premiação
| Troféu Ramón de Carranza de 1988     |
| Brasil                               |
| ------------------------------------ |
| VASCO DA GAMA Bicampeão (2.º título) |